# Eliporto

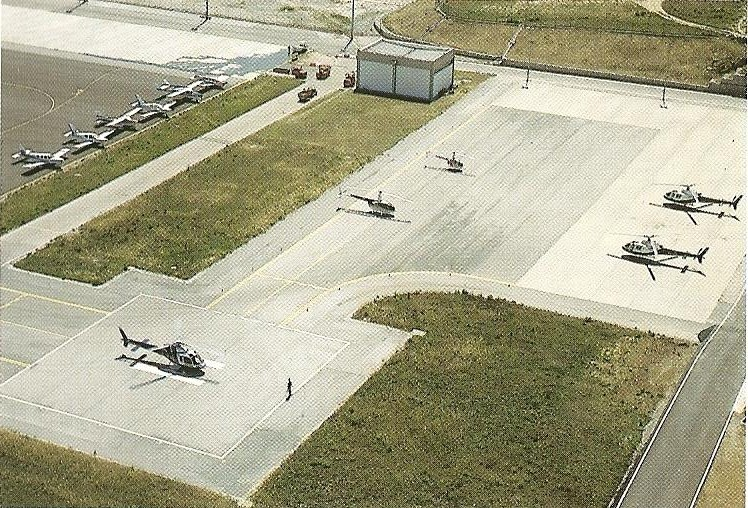
Eliporto di Tires in Portogallo.

Un eliporto, o elidromo o eliscalo, è un'area progettata ed attrezzata per il decollo e l'atterraggio di soli elicotteri munita di strutture per il ricovero e spesso anche per il rifornimento di carburante. Può essere costituito da uno o più punti di atterraggio, detti piazzole, e può disporre di impianti di servizi accessori come edifici per il personale ed i passeggeri, illuminazione, una manica a vento per la misurazione della forza del vento e, negli eliporti di maggiori dimensioni, rimesse per il parcheggio degli aeromobili. La presenza di eliporti in aree urbane è spesso resa difficile a causa del rumore causato dal traffico elicotteristico.

## Scopo

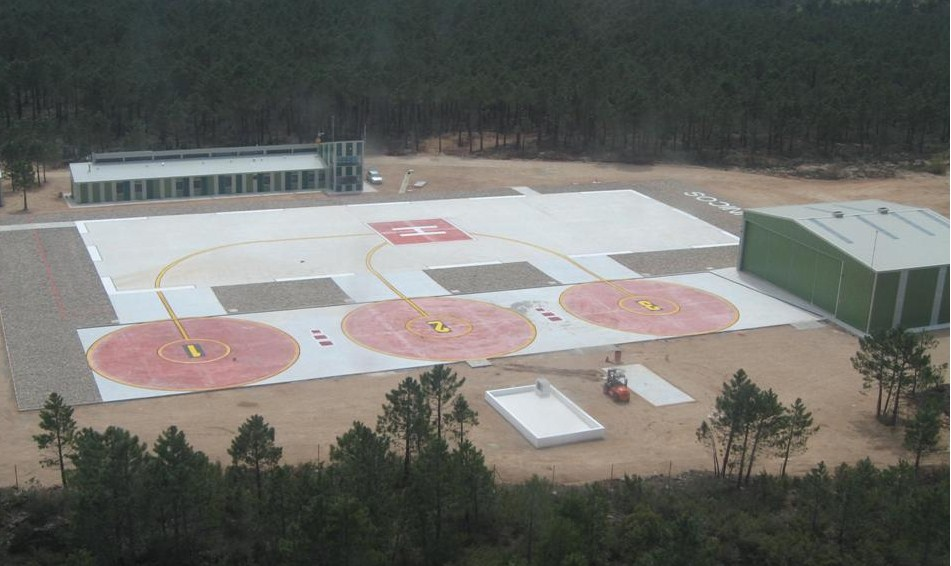
L'eliporto di Molinicos.

In una grande metropoli, un eliporto può servire il bisogno dei passeggeri di muoversi rapidamente tra punti diversi della città o tra le regioni limitrofe. Generalmente l'eliporto, può essere situato più vicino ad una città o al centro cittadino di un aeroporto, grazie alle sue dimensioni relativamente contenute. Il vantaggio dei viaggi via elicottero è rappresentato dalla velocità, considerevolmente superiore rispetto a quella ottenibile con altri mezzi utilizzabili per lo spostamento all'interno di grandi città o comunque su distanze medie o brevi. Gli spostamenti in elicottero possono in questi casi essere utili come metodo rapido per muoversi dal centro di una grande città ad un aeroporto situato in periferia.

## Numerazione
Le piazzole degli eliporti in genere non hanno orientamento e non hanno numerazione come le piste di atterraggio o di decollo per gli aerei anche se esistono casi di eliporti maggiori con piazzole rettangolari orientate e numerate secondo i venti predominanti. Di solito le piazzole sono marcate con una "H", che sta appunto per Helicopter, al centro ma qualche eliporto degli ospedali è contrassegnato da una croce al centro di un cerchio mentre in altri casi la piazzola è contrassegnata da un cerchio o quadrato con al centro un triangolo.

## Illuminazione
L'illuminazione degli eliporti consiste generalmente in un cerchio o un quadrato di luci poste tra la superficie chiamata TLOF (Touchdown and Lift-Off Area, area di atterraggio e partenza) e un'altra attorno alla intera area di atterraggio chiamata FATO (Final Approach and Takeoff Area). L'ultima racchiude anche il TLOF e le luci possono essere incastonate a terra o elevate. Entrambi i gruppi di luce devono essere verdi, dietro raccomandazione della International Civil Aviation Organization. La luce gialla (ambra) era il precedente standard, tuttora preferito in molte località. Ci sono molte varianti nei colori a seconda del proprietario dell'eliporto e della sua giurisdizione. Queste luci erano tradizionalmente incandescenti ma ultimamente sono sempre più utilizzate quelle a diodi luminosi alternati con controllo di luminosità. Le luci del TLOF e del FATO possono essere ampliate con quelle che illuminano la superficie. Una manica a vento illuminata è necessaria.

## Orientamento
Per l'orientamento a terra, è sovente usata una fila di luci indirizzate nella direzione preferenziale di approccio alla base. L'uso di un sistema luminoso di avvicinamento (come HAPI o PAPI) è raccomandato sia dalla ICAO che dalla FAA, ma è raramente installato a causa del costo elevato, rispetto al resto del sistema. Per queste luci, mentre gli aeroporti usano comunemente 6,6 A(corrente continua), gli eliporti utilizzano la corrente alternata. È comune il controllo delle luci di avvicinamento da parte del pilota tramite un radiocontrollo.

## Definizioni
Sono definiti eliporti quelle aree che prevedono strutture, geometrie, e requisiti tecnici che rendono possibile l'atterraggio e il decollo di elicotteri.
Riferendoci alla sola pista di atterraggio (decollo), gli eliporti necessitano delle seguenti superfici:
- TLOF (Touchdown and Lift-Off Area) che è la zona di toccata;
- FATO (Final Approach and Take Off area) che è la zona dove si eseguono le ultime manovre prima della toccata.

Di norma la TLOF (che è l'area delimitata da una circonferenza di diametro 15–16 m nella quale è indicato il segnale orizzontale a forma di H) è contenuta all'interno della FATO. Solitamente la FATO è definita come un'area quadrata di 30 m di lato.
A sua volta la FATO è contenuta in un'area di rispetto quadrata di 90 m di lato.
Da questa ultima superficie di sicurezza si parte per dimensionare tutti i volumi che servono per l'avvicinamento e che devono essere mantenuti liberi.
Gli eliporti sono strutture particolarmente costose, e la loro costruzione deve essere giustificata da una preventiva analisi economica. In Italia i veri e propri eliporti sono pochi, è invece frequente trovare aeroporti nei quali sono allocati gli eliporti, questi infatti ne sfruttano superfici, ingombri e servizi.